# 천샤오윈
천샤오윈(중국어 간체자: 陈小纭, 정체자: 陳小紜, 병음: Chén Xiǎoyún, 한자음: 진소운, 1989년 6월 29일~)은 중화인민공화국의 배우이다.

## 작품 목록

### 드라마
- 2013년 저장 위성 텔레비전 중국람극장 《금야천사강임》 - 샤오쉬에얼 역
- 2015년 후난위성텔레비전 찬석독파극장 《소년사대명포》 - 협자 역
- 2016년 저장 위성 텔레비전 중국람극장 《소별리》 - 체나 역
- 2018년 텐센트 웹드라마 《여의전》 - 쇄심 역
- 2019년 유쿠 웹드라마 《독심》 - 육악 역
- 2019년 베이징 텔레비전 품질극장 《청춘투》 - 진샤오니 역
- 2021년 저장 위성 텔레비전 중국람극장 《애재성공하》 - 줄리 역
- 2021년 텐센트 웹드라마 《곡주부인 : 진주를 바친 여인》 - 제란 역
- 2022년 장쑤 위성 텔레비전 행복극장 《남염돌격》 - 원이빙 역
- 2023년 후난위성텔레비전 금응독파극장 《박빙》 - 우뤄난 역
- 2023년 동방 위성 텔레비전 동방극장 《무여륜비적미려》 - 리넨환 역
- 2024년 유쿠 웹드라마 《촉금인가》- 옥령롱 역